# Lister (Automobilhersteller)
Lister war ein britischer Hersteller von Automobilen.

## Unternehmensgeschichte
Das Unternehmen aus Keighley begann 1896 mit der Produktion von Automobilen. Der Markenname lautete Lister. Der Export erfolgte angeblich bis nach Ostindien. 1899 endete die Produktion.

## Fahrzeuge
Zunächst entstanden zweisitzige Fahrzeuge. 1899 folgte ein Dreirad. Dessen Besonderheit war der Rohölmotor.